# Петар Поповић (кошаркаш, 1979)
Петар Поповић (Београд, 28. јул 1979) је бивши српски кошаркаш. Играо је на позицији центра.

## Клупска каријера
Кошарком је почео да се бави у КК БАСК, одакле је са 14 година отишао у Црвену звезду. У сезони 1996/97. као изразито млад играч био је у саставу Црвене звезде на једној лигашкој утакмици, да би касније у дресу суботичког Спартака у сезони 1999/00. бележио 4,9 поена у просеку на 19 лигашких мечева. У Звезду се вратио у сезони 2000/01. Добио је одређену минутажу, али и даље није био у првом плану. У Сапорта купу бележио је 3,5 поена по утакмици, док је у лигашком делу домаћег шампионата на 22 меча постигао 78 поена.
Каријеру је наставио у вршачком Хемофарму, где је наступао од 2001. до 2005. године и у потпуности се афирмисао. У првенству 2002/03. бележио је 7,3 поена по мечу, а сјајне партије пружио је у сезони 2003/04, када је бележио 12,9 поена у Суперлиги и стигао до дреса селекције Србије и Црне Горе. У сезони 2004/05. са Хемофармом осваја Јадранску лигу уз просек од 15 поена и пет скокова на 33 меча. У Суперлиги Србије и Црне Горе бележио је 13,4 поена уз 3,3 скока, док је у УЛЕБ купу у 16 сусрета нанизао 14,1 поен по утакмици. Одличну годину крунисао је преласком у италијански Бенетон из Тревиза, где је у шампионату Италије на 30 утакмица бележио 7,9 поена и касније освојио титулу првака, док је у Евролиги пружио врло добре игре и у 19 утакмица имао просек од 9,9 поена по мечу.
Други пут се у Звезду вратио у сезони 2006/07. Био је један од водећих играча у екипи, посебно је добро играо у Јадранској лиги, где је просечно постизао 11,8 поена. Наступио је и на Ол-стар мечу регионалног такмичења заједно са саиграчем Миланом Гуровићем. Запажен учинак имао је и у УЛЕБ купу, где је Звезда стигла до четвртфинала, а Петар је у овом европском такмичењу на 14 сусрета постигао 119 поена. Укупно је у овој сезони на 61 утакмици у свим такмичењима забележио 536 поена и био трећи стрелац екипе иза Милана Гуровића (1355) и Тадије Драгићевића (610). Било је одличних партија те сезоне, јер је Звезда у Европи декласирала славни Реал Мадрид у Београду са 100:81, а као и много пута у последње четири деценије изостали су само трофеји за позитиван утисак.
Поповић је у сезони 2007/08. носио дрес Хувентуда из Бадалоне и са овим тимом тријумфовао у Купу Шпаније и УЛЕБ купу. Наредне две сезоне играо је за Естудијантес из Мадрида. У сезони 2008/09. у АЦБ лиги бележио је 9,5 поена по мечу, а сезону касније 8,1 поен. Наредна станица био је Санкт Петербург, где је са Спартаком у сезони 2010/11 освојио Куп Русије.
У Звезду се по трећи пут вратио у сезони 2011/12, и одиграо можда и најбољу сезону у тиму са Малог Калемегдана. У Јадранској лиги је са 280 поена био први стрелац тима (просек 11,2 по мечу). Врло добар учинак од 11,6 поена по утакмици имао је и у Суперлиги Србије, а укупно је у свим такмичењима забележио 536 поена у 49 сусрета и био кошаркаш са највећим бројем поена у екипи. Међутим трофеј поново није освојен у сезони која је обележена као она у којој клуб треба да се стабилизује после изузетно тешке финансијске ситуације која је владала до лета 2011. године.
Поповић је касније наступао за немачки Артланд (2012/13) и турску Алијагу (2013/14), а с пролећа 2014. је у дресу ваљевског Металца у Суперлиги Србије на 13 утакмица убацио 124 поена.

## Репрезентација
За репрезентацију Србије и Црне Горе је наступао је на Олимпијским играма 2004. у Атини, када је заузето тек 11. место. Поповић је у три одиграна меча убацио укупно шест поена на највећој светској смотри спорта. Са Југославијом је још 2001. године освојио златну медаљу на Универзијади у Пекингу.

## Успеси

### Клупски
- Хемофарм:
  - Јадранска лига (1) : 2004/05.
- Бенетон Тревизо:
  - Првенство Италије (1) : 2005/06.
- Хувентуд:
  - УЛЕБ куп (1) : 2007/08.
  - Куп Шпаније (1) : 2008.
- Спартак Санкт Петербург:
  - Куп Русије (1) : 2011.

### Репрезентативни
- Универзијада:  2001